# Chen Poxi
Chen Poxi, 1300-talet, var en kinesisk sångerska. 
Hon var aktiv inom den då populära tanchang-genren, och ackompanjerade sig själv med musikinstrument.  Hon turnerade runt Kina och var vida berömd i sin samtid för sin förmåga att kunna uppträda på alla kinesiska minoriteters språk.  Kritiker prisade henne för att han en "gyllene" röst som "regerade över molnen". Hon beskrivs till utseendet som ful, men var som person intelligent, kvick och underhållande och åtnjöt stor popularitet.  Utöver hennes rykte som aktör och yrkesperson är hennes liv dock helt okänt, förutom att hon hade en dotter, Guanyinnu, som utövade samma yrke. 